# آق‌ترک (شهرستان جتی‌اغوز)
آق‌ترک (به لاتین: Ak Terek) یک روستا در قرقیزستان است که در شهرستان جتی‌اغوز واقع شده‌است.